# 과학스페셜
《과학스페셜》은 2013년 1월 10일부터 2013년 4월 4일까지 방송된 KBS 1TV의 과학 전문 다큐멘터리 프로그램이다.

## 출연자

### 진행자
- 오유경 아나운서 (3회 ~ 5회)
- 최원정 아나운서, 박형주 교수 (6회 ~ 7회)
- 박상준 SF 해설가, 번역가 (8회)

### 패널
- 6회
  - 오세정 원장 (한국기초과학지원연구원)
  - 이공주복 교수 (이화여자대학교 물리학과)
  - 이원근 조사관 (국회입법조사처 교육과학팀)

- 7회
  - 신희섭 박사 (한국기초과학지원연구원 인지 및 사회성 연구단장)
  - 우종학 교수 (서울대학교 물리천문학부)
  - 조은숙 상무 (LG전자 MC사업본부)
  - 유주완 학생 (연세대학교 글로벌융합공학부)

- 8회
  - 이명현 박사 (천문학 박사(전파천문학), 외계지적생명체탐사기구 한국조직위원회)
  - 이유경 박사 (한국해양연구원 산하 극지연구소 연구원, 한국우주생명과학연구회)
  - 원종우 저술가 (딴지일보 필진)

## 제작진
- 책임 프로듀서 : 이강주
- PD : 손현철, 황대준, 김형운, 이치훈, 김윤환, 김은주, 이내규, 최지원
- 작가 : 이한나, 고은희, 박민경, 신혜진, 김경미, 최서연, 유새롬, 이해나
- 취재 작가 : 임효정, 박채희, 신해, 최미현
- 영어 리서처 : 김보민
- FD : 김아련
- 행정 : 윤희정

## 방송 목록
| 시리즈 제목                         | 시리즈 제목                         | 시리즈 제목                         | 시리즈 제목                         | 시리즈 제목                         |
| 회차                                | 방영일                              | 부제                                | 비고                                |                                     |
| 2013 스페이스 오디세이 - 외계생명체 | 2013 스페이스 오디세이 - 외계생명체 | 2013 스페이스 오디세이 - 외계생명체 | 2013 스페이스 오디세이 - 외계생명체 | 2013 스페이스 오디세이 - 외계생명체 |
| ----------------------------------- | ----------------------------------- | ----------------------------------- | ----------------------------------- | ----------------------------------- |
| 1회                                 | 2013년 1월 10일                     | 그들은 UFO를 타고 오지 않는다       | 1시간 편성                          |                                     |
| 2회                                 | 2013년 1월 17일                     | 모두 어디에 있을까?                 | 1시간 편성                          |                                     |
| 음식과 진화                         |                                     |                                     |                                     |                                     |
| 3회                                 | 2013년 1월 24일                     | 요리하는 유인원                     |                                     |                                     |
| 4회                                 | 2013년 1월 31일                     | 농부가 된 인류                      |                                     |                                     |
| 5회                                 | 2013년 2월 7일                      | 수렵 채집인의 귀환                  |                                     |                                     |
| 과학 한국 - 노벨상 프로젝트         |                                     |                                     |                                     |                                     |
| 6회                                 | 2013년 2월 14일                     | 젊은 과학자 100인에게 묻다          | 1시간 편성                          |                                     |
| 7회                                 | 2013년 2월 21일                     | 과학 꿈나무 100인에게 묻다          | 1시간 편성                          |                                     |
| 과학토크                            |                                     |                                     |                                     |                                     |
| 8회                                 | 2013년 4월 4일                      | 외계인 - 과학인가 상상인가          |                                     |                                     |

## 같이 보기
- 과학
- 과학카페, 궁금한 일요일 장영실쇼 (KBS 1TV)
- 발칙한 사물 이야기 다빈치 노트, 과학수사대 스모킹 건, 셀럽병사의 비밀 (KBS 2TV)
- 최고다! 호기심딱지 (EBS 1TV)
- 사이언스 탐정, 한자로 통(通)하는 삼국지 (EBS 2TV)
- 권용주, 김나진의 차카차카 (MBC 표준FM)

## 특이 사항
- 2013년 2월 28일부터 3월 28일까지 한 달 동안 다큐멘터리 공부하는 인간 호모 아카데미쿠스의 특별 편성으로 인해 휴방되었다.